# 0 Euro
As notas de 0 Euro são um conjunto de cédulas lançadas a partir do ano de 2015 a título de souvenir para colecionadores e turistas, não tendo, portanto, valor fiduciário de mercado. Tais cédulas foram uma iniciativa de Richard Faille, um conhecido criador de souvenirs da França, que conseguiu que a impressão dessas cédulas fosse autorizada pelo Banco Central Europeu. Inicialmente, as cédulas custavam entre 2 e 3 euros, mas, como elas têm tiragens limitadas, seus preços podem variam em função da procura e escassez. Em 2021, no catálogo de cédulas da Collectgram, estavam catalogadas cerca de 2.660 tipos de cédulas de zero euro diferentes, com diversas temáticas, tais como animais, personalidades, locais históricos, monumentos e cidades. No mesmo ano de 2021, de acordo com a Euro Note Souvenir Ltd., tais cédulas ocupariam o segundo lugar de souvenir mais vendido na Europa, perdendo apenas para os cartões-postais.

## Características
Todas as cédulas têm a cor púrpura e possuem vários elementos de segurança semelhantes ao euro de verdade, como marca d'água, marca tátil, fio de segurança e faixa holográfica.